# Эдвард Квинтал I
Эдвард Квинтал I (англ. Edward Quintal I; 1800 — 8 сентября 1841) — правитель острова Питкэрн из рода Квинтал. Первый Магистрат острова Питкэрн. 

## Биография
Эдвард Квинтал родился в 1800 году на острове Питкэрн. Он был сыном одного из мятежников HMS Bounty Мэтью Квинтала и таитянки Терауры. 4 марта 1819 года женился на Дин Адамс, дочери Джона Адамса и таитянки Вахинеатуа. В 1833 году «Президент Содружества» Джошуа Хилл назначил Эдварда старейшиной Питкэрна. Хилл обртил своё внимание на Квинтала когда впервые приехал на Питкэрн в 1832 году. Эдвард  был человеком честным, но суровым и прямолинейным. Его жёсткий характер был хорошо известен на острове. Однажды в споре с Джоном Эвансом, который был очень маленького роста, Квинтал поднял Эванса над головой и бросил его в свинарник, чем нанёс ему серьезную травму.
Эдвард был ярым сторонником Хилла и поддерживал его вплоть до момента изгнания с острова в 1838 году.
После изгнания Хилла, Эдвард Квинтал I стал первым Главным магистром острова Питкэрн и занимал эту должность с 1838 по 1839 год.
Во время своего правления он придерживался консервативных позиций, выступая против приезда на остров англичан Баффета, Эванса и Ноббса. Его возмущала их лидирующая роль на Питкэрне, так как он считал что лидерство на острове должно принадлежать коренным жителям Питкэрна. Умер 8 сентября 1841 года. Ему наследовал его сводный брат Артур Квинтал I..

## Семья
Эдвард Квинтал был женат на Дине Адамс. У них было
1. Уильям Квинтал (1817 — 6 июля 1905 года)
2. Марта Квинтал (1822 — 25 декабря 1893 года)
3. Эдвард Квинтал (31 октября 1824 — 5 января 1856 года)
4. Авраам Блэтчли Квинтал (31 января 1827 — 20 сентября 1910 года)
5. Луиза Квинтал (7 марта 1829 — 5 февраля 1873 года)
6. Нэнси квинтал (6 июня 1831 — 24 декабря 1853 года)
7. Сьюзан Квинтал (5 ноября 1833 — 18 февраля 1917 года)
8. Генри Джошуа Квинтал (17 января 1836 — 16 июля 1873 года)
9. Калеб Квинтал (5 сентября 1837 — 7 мая 1873 года)
10. Джозеф Наполеон Квинталь (7 декабря 1839 — 2 октября 1841 года)[2].